# Otto Wilhelm Sonder
Otto Wilhelm Sonder, född 18 juni 1812 i Oldesloe, Holstein, död 21 november 1881 i Hamburg, var en tysk botaniker.
Sonder var verksam som apotekare och direktor för farmaceutiska läroanstalten i Hamburg med titel av medicinalråd. Han bearbetade flera växtsamlingar från främmande världsdelar (däribland även en del av Anders Fredrik Regnells brasilianska växter) och skrev Flora hamburgensis (1851). Tillsammans med William Henry Harvey i Dublin utgav han Flora capensis (tre band, 1859–1865) och tillsammans med Ferdinand von Mueller (Australien) Plantæ Muellerianæ (1853, 1856), och skrev över havsalgerna bland annat Die Algen des tropischen Australiens (1871). Han blev hedersdoktor i Königsberg 1846. Huvuddelen av hans rikhaltiga herbarium tillhör Naturhistoriska riksmuseet i Stockholm.